# Polski Związek Warcabowy

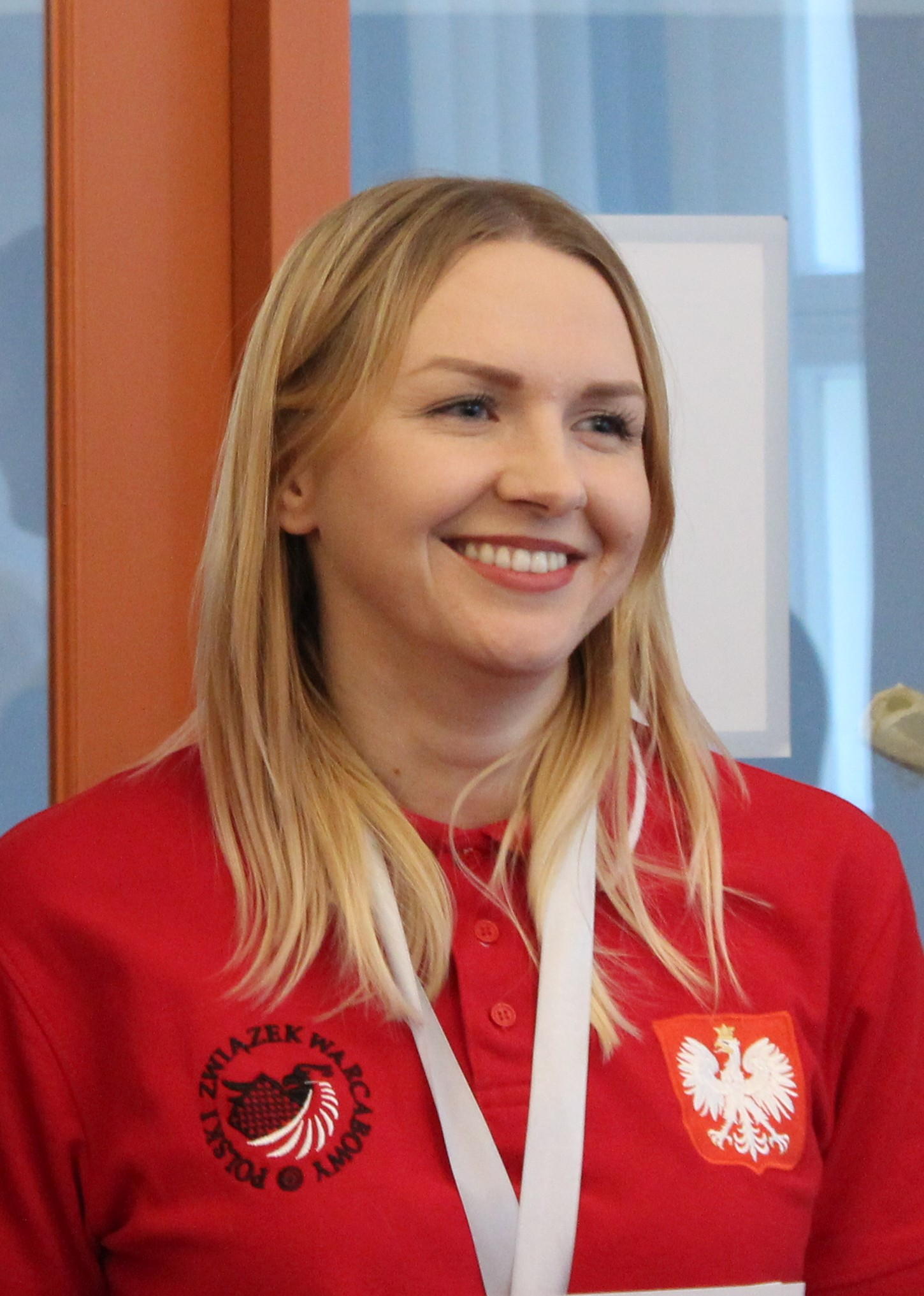
Mistrzyni świata Natalia Sadowska

Polski Związek Warcabowy (PZWarc) – organizacja sportowa zajmująca się warcabami w Polsce.

## Historia
Regularne rozgrywki warcabowe w Polsce rozpoczęto w 1973. W tymże roku redakcje „Wiadomości Sportowych” i „Chłopskiej Drogi” zorganizowały pierwszy ogólnopolski turniej warcabowy o „Kryształowy Kamień”. W 1975 w Ełku zorganizowano pierwsze oficjalne mistrzostwa w warcabach międzynarodowych w konkurencji drużynowej. W 1977 Główny Komitet Kultury Fizycznej i Turystyki nadał prawo koordynowania ruchem warcabowym powstałej Centralnej Komisji Gry Warcabowej działającej przy Radzie Głównej Zrzeszenia Ludowych Zespołów Sportowych. Pierwszymi mistrzami Polski w warcabach polskich (międzynarodowych) zostali w 1977 roku Andrzej Martko wśród mężczyzn i Genowefa Zaglaniczna wśród kobiet. Nadzorowaniem i organizacją warcabowych rozgrywek od 1989 do 2004 zajmowało się Polskie Towarzystwo Warcabowe. W 2004 powstał Polski Związek Warcabowy. Jest członkiem Światowej Federacji Warcabowej.

## Rejestr Członków Polskiego Związku Warcabowego
System, który umożliwia centralne zarządzanie danymi członków i klubów warcabowych. Według danych z Rejestru w sierpniu 2023 PZWarc miał 8400 zarejestrowanych członków i 91 klubów warcabowych.

## Kolejni prezesi Polskiego Związku Warcabowego
- Tadeusz Kosobudzki (2005–2013)
- Jacek Pawlicki (2013–2018)
- Magda Pawłowska (2018–2021)
- Damian Reszka (2021-2024)
- Sylwester Flisikowski (od 2024)

## Członkowie Honorowi Polskiego Związku Warcabowego
- Maria Moldenhawer-Frej (zm. 2013)